# Vitis luochengensis
Vitis luochengensis — вид ліан з роду Виноград (Vitis). Ендемік для Китаю (провінції: Гуансі та Гуандун). Зростає у  лісах, чагарниках та в долинах, на висоті від 400 до 700 метрів над рівнем моря.

## Загальний опис
Гілки товсті, фіолетові, голі. Вусики роздвоєні. Листя просте. Черешок голий, завдовжки від 2,5 до 5 см. Листкова пластинка овально-довгаста, від 12 до 18 см завдовжки та від 4 до 12 см завширшки. Квітконіжка майже гола, розміром від 4 до 7 см. Ягода куляста, близько 0,5 мм у діаметрі. Плодоносить з травня по липень.